# Ramón Ponce I
Ramón Ponce I, en francés: Raymond III de Toulouse (muerto el año 950) fue conde de Tolosa, duque de Septimania, conde de Auvernia, conde de Nimes y conde de Albi.

## Biografía
Ramón Ponce era hijo de Raimundo II y de Guinidilda, hija del conde de Barcelona, Wifredo II (muerto en 911) y de Garsenda de Tolosa, hermana de su padre, Ramón II.
En 924, tras la muerte de su padre, heredó los títulos de conde de Tolosa y duque de Septimania. Se casó con Garsenda, hija del duque Garcia II de Gascuña. En 932 viajó junto con su tío, el conde Ermengol de Rouergue, y el duque de Gascuña, Sancho IV, para rendir homenaje al rey de Francia, Raúl, quien le concedió el condado de Auvernia y el ducado de Aquitania (que retiró a Ebles Manzer).
En 936 fundó la abadía de Chanteuges. Al año siguiente, poco tiempo después de la muerte del rey Raúl, los húngaros realizaron algunas incursiones en el reino de Francia, que implicaron marginalmente los dominios de Ramón Ponce.
En 940, a la muerte de su tío Ermengardo, tomó posesión de los condados de Nimes y Albi. En 944 Hugo el Grande, conde de París con el rey de Francia, Luis IV, encontraron a Ramón Ponce en Nevers y le confirmaron todos sus títulos, después que este último se había reconocido como su vasallo.
Murió en 950 dejando los títulos de conde de Tolosa y duque de Septimania al hijo, Raimundo III, mientras que el ducado de Aquitania fue a Guillermo III.

## Descendencia
Ramón Ponce y Garsenda tuvieron dos hijos:
- Ramón III (muerto el 978), conde de Tolosa, duque de Septimania, conde de Nimes y de Albi.
- Letgarda de Tolosa que se casó con el conde de Barcelona, Borrell II de Barcelona.

| Predecesor: Raimundo II  | Conde de Tolosa 923 - 951  | Sucesor: Raimundo III               |
| Predecesor: Ebles Manzer | Duque de Aquitania 932-936 | Sucesor: Guillermo III de Aquitania |